# Clambake (album)
Albums de Elvis Presley
Double Trouble
(1967) Elvis' Gold Records Volume 4
(1968)
Clambake est un album d'Elvis Presley sorti en octobre 1967. Il s'agit de la bande originale du film Clambake, dont Presley tient le premier rôle.

## Titres

### Face 1
1. Guitar Man (Jerry Reed) – 2:30
2. Clambake (Ben Weisman, Sid Wayne) – 2:36
3. Who Needs Money (Randy Starr) – 3:15
4. A House That Has Everything (Roy C. Bennett, Sid Tepper) – 2:14
5. Confidence (Roy C. Bennett, Sid Tepper) – 2:33
6. Hey, Hey, Hey (Joy Byers) – 2:30

### Face 2
1. You Don't Know Me (Cindy Walker, Eddy Arnold) – 2:27
2. The Girl I Never Loved (Randy Starr) – 1:52
3. How Can You Lose What You Never Had (Ben Weisman, Sid Wayne) – 2:27
4. Big Boss Man (Luther Dixon, Al Smith) – 2:50
5. Singing Tree (A. L. Owens, A. C. Solberg) – 2:17
6. Just Call Me Lonesome (Rex Griffin) – 2:05

## Musiciens
- Elvis Presley : chant
- Scotty Moore, Jerry Reed, Chip Young : guitare électrique
- Pete Drake : pedal steel guitar
- Floyd Cramer, Hoyt Hawkins : piano, orgue
- Bob Moore : contrebasse
- Boots Randolph, Norm Ray : saxophone
- Charlie McCoy : orgue, harmonica
- D. J. Fontana, Buddy Harman : batterie
- The Jordanaires, Millie Kirkham, Dolores Edgin, June Page, Priscilla Hubbard : chœurs